# María Elena Walsh
María Elena Walsh (sinh ngày 1 tháng 2 năm 1930, mất ngày 10 tháng 1 năm 2011) là một nhà thơ, tiểu thuyết gia, nhạc sĩ, nhà soạn kịch, nhà văn và nhà soạn nhạc người Argentina, chủ yếu được biết đến thông qua các bài hát và cuốn sách của bà dành cho trẻ em. Bà được coi là "huyền thoại sống, anh hùng văn hóa và đỉnh cao của gần như mọi độ tuổi thời thơ ấu".
Những gì được viết bởi Maria Elena đã định hình được tác phẩm quan trọng nhất trong mọi thởi đại trong thế loại của nó, có thể so sánh chúng với Alice của Lewis Carroll hay Pinocchio, một tác phấm mà cách mạng hóa để hiểu được mối quan hệ giữa chất thơ và thời thơ ấu.— Leopoldo Brizuela –

## Tiểu sử

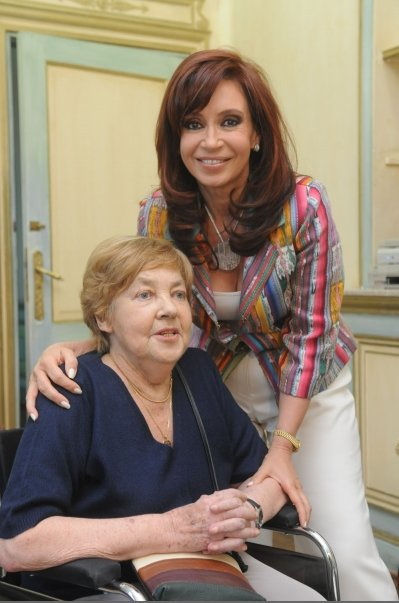
Walsh năm 2008 với Tổng thống Cristina Fernández.

María Elena Walsh sinh ra tại Villa Sarmiento, Ramos Mejía, Vùng đô thị Buenos Aires, là con của một công nhân đường sắt người Anh gốc Ireland biết chơi piano và một người phụ nữ Argentina gốc Andalucia. Khi còn nhỏ, bà sống trong một ngôi nhà lớn, nơi bà rất thích đọc sách và nghe nhạc trong một môi trường văn hóa. Khi bà 15 tuổi, Walsh đã có một số bài thơ của chính mình xuất bản trong tạp chí El Hogar và báo  La Nación. Vào năm 1947, trước khi tốt nghiệp trường nghệ thuật, bà xuất bản cuốn sách đầu tiên của mình tên là, Otoño Imperdonable, gồm một bộ sưu tập các bài thơ được đánh giá cao và nhận được sự công nhận của các nhà văn Mỹ Latinh có tầm ảnh hưởng quan trọng.